# Jacobsfriedhof Weimar

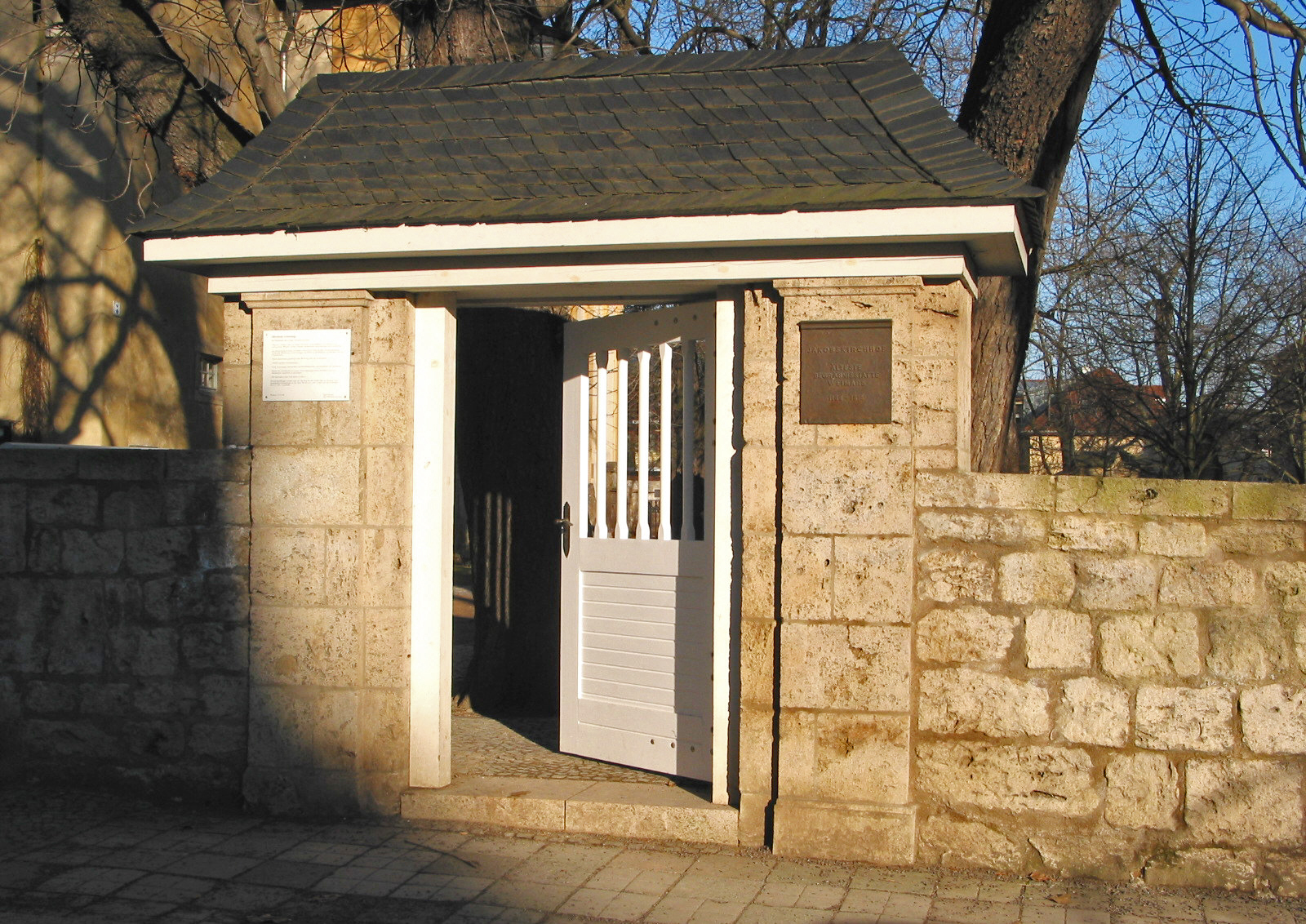
Eingangstor zum Jakobskirchhof

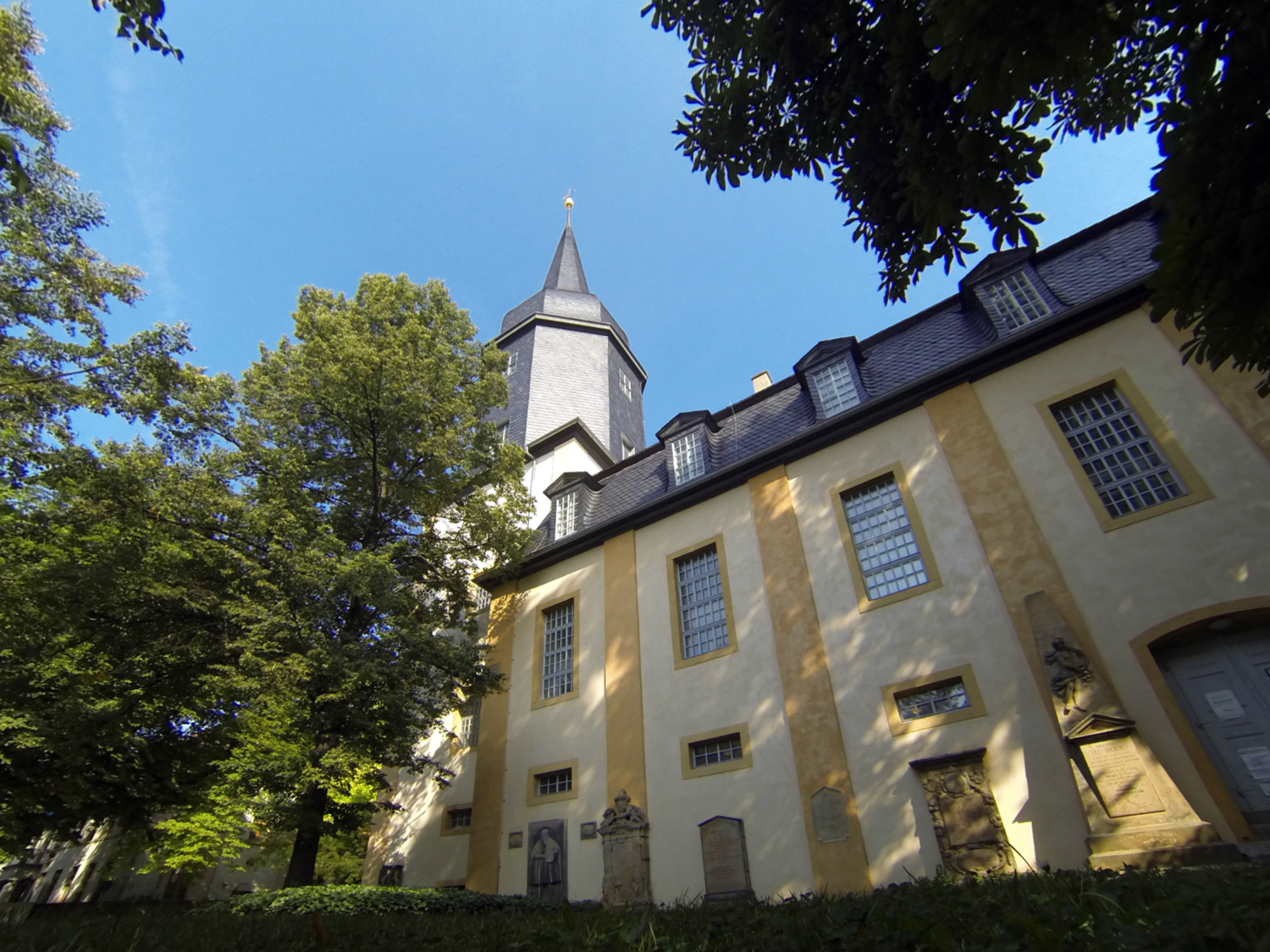
Jacobskirche in Weimar

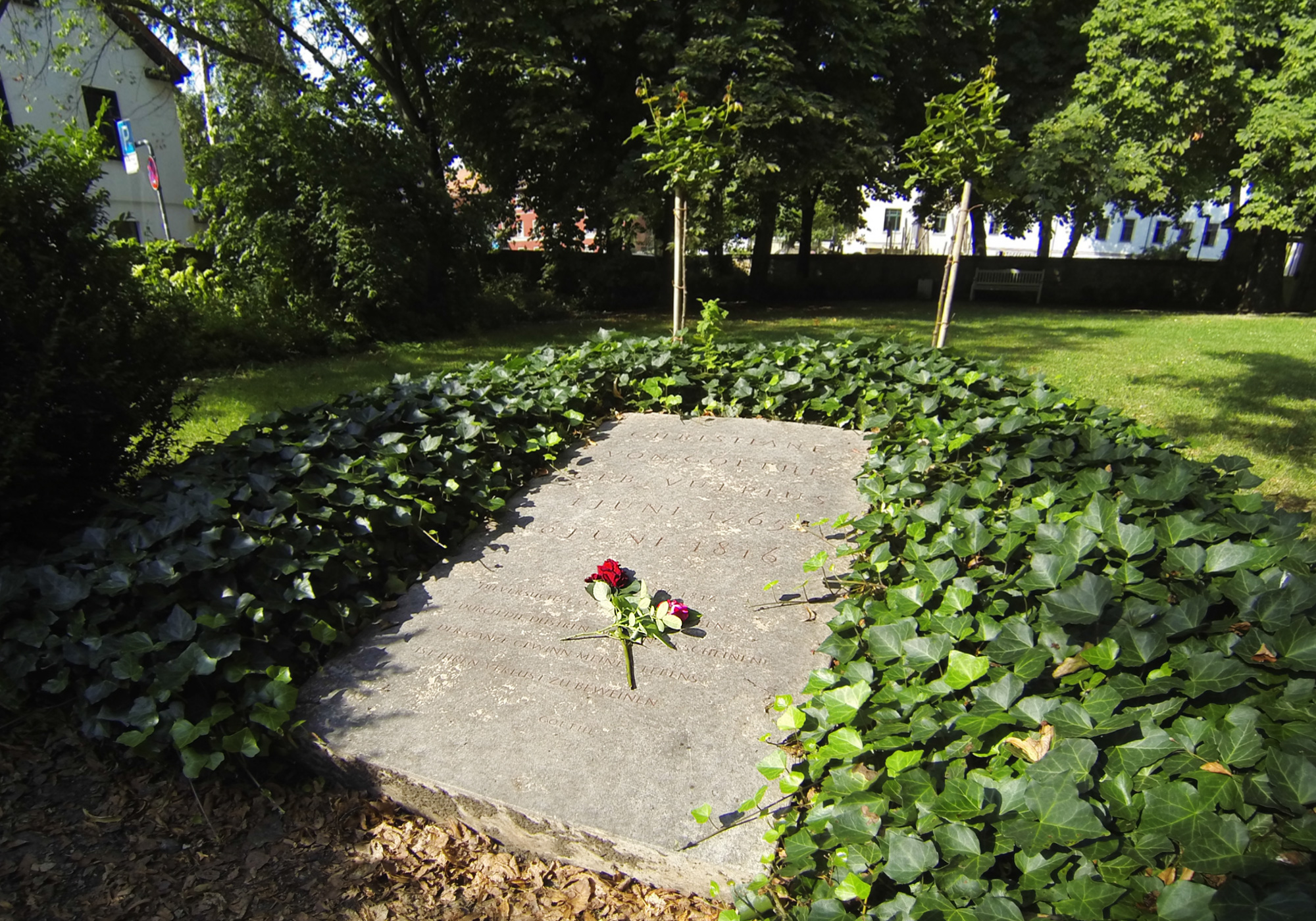
Grab von Christiane von Goethe (geb. Vulpius), Goethes Ehefrau

Der Jacobsfriedhof (auch Jakobsfriedhof oder Jakobskirchhof) ist der älteste noch existierende Friedhof Weimars. Hier fanden bereits im 12. Jahrhundert die ersten Bestattungen statt. Er liegt in der Jakobsvorstadt, die im Mittelalter außerhalb der Stadtmauer Pilgern nach Santiago de Compostela Möglichkeiten zur Übernachtung bot (und heute ein Teil der historischen und unter UNESCO-Schutz stehenden Altstadt ist). Die Grabstätten sind auf dem Grundstück rund um die Jakobskirche angeordnet.
Von 1530 bis 1818 war er der einzige Friedhof Weimars und hatte zur damaligen Zeit eine ungleich größere Ausdehnung. Nachdem 1818 der „Neue Friedhof vor dem Frauentore“ (später als Historischer Friedhof Weimar bezeichnet) angelegt worden war, wurden viele der Gräber eingeebnet. Ab 1840 fanden auf dem Jakobsfriedhof keine Beerdigungen mehr statt, danach verfiel der Friedhof langsam. Die Stadt Weimar übernahm ihn später und ließ die einstige Begräbnisstätte um 1927 zu einer gärtnerischen Anlage umwandeln.

## Das Kassengewölbe

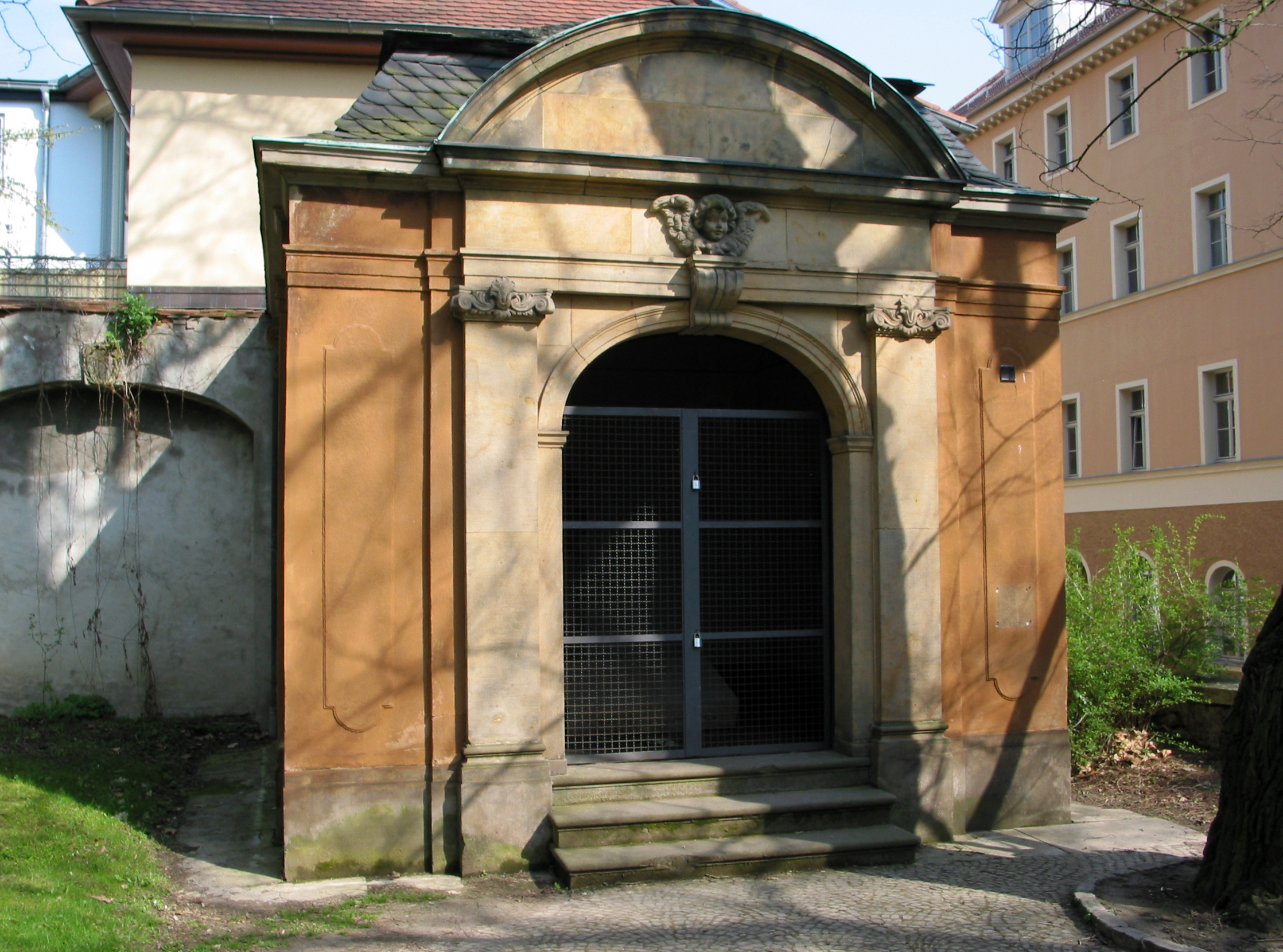
Barocker Pavillon über dem Kassengewölbe (Mausoleum)

Am südöstlichen Grundstücksrand des Jacobfriedhofs steht das als Kassengewölbe bezeichnete Mausoleum, das ursprünglich von einem Finanzbeamten 1715 als privates Erbbegräbnis für sich und seine Verwandtschaft erbaut wurde. Im Jahre 1742 ging es in den Besitz der Landschaftskasse (damaliges Finanzministerium) über. Seitdem diente es als Sammelbegräbnisstätte vorwiegend für Personen von Stand und Adel, die nicht ausreichend finanzielle Mittel für ein aufwendiges Erbbegräbnis besaßen. Bestattungen wurden hier von 1755 bis zum 5. März 1823 durchgeführt. Unter anderem fanden hier Luise von Göchhausen (eine Hofdame von Anna Amalia von Sachsen-Weimar-Eisenach) und die Eltern der Charlotte von Stein ihre letzte Ruhestätte.
Der ehemals mit einem schmiedeeisernen Tor versehene barocke Pavillon über dem Kassengewölbe, welches 1854 mit großen Teilen des Friedhofs eingeebnet wurde, ist eine Rekonstruktion aus dem Jahr 1913.

## Die Schillergruft

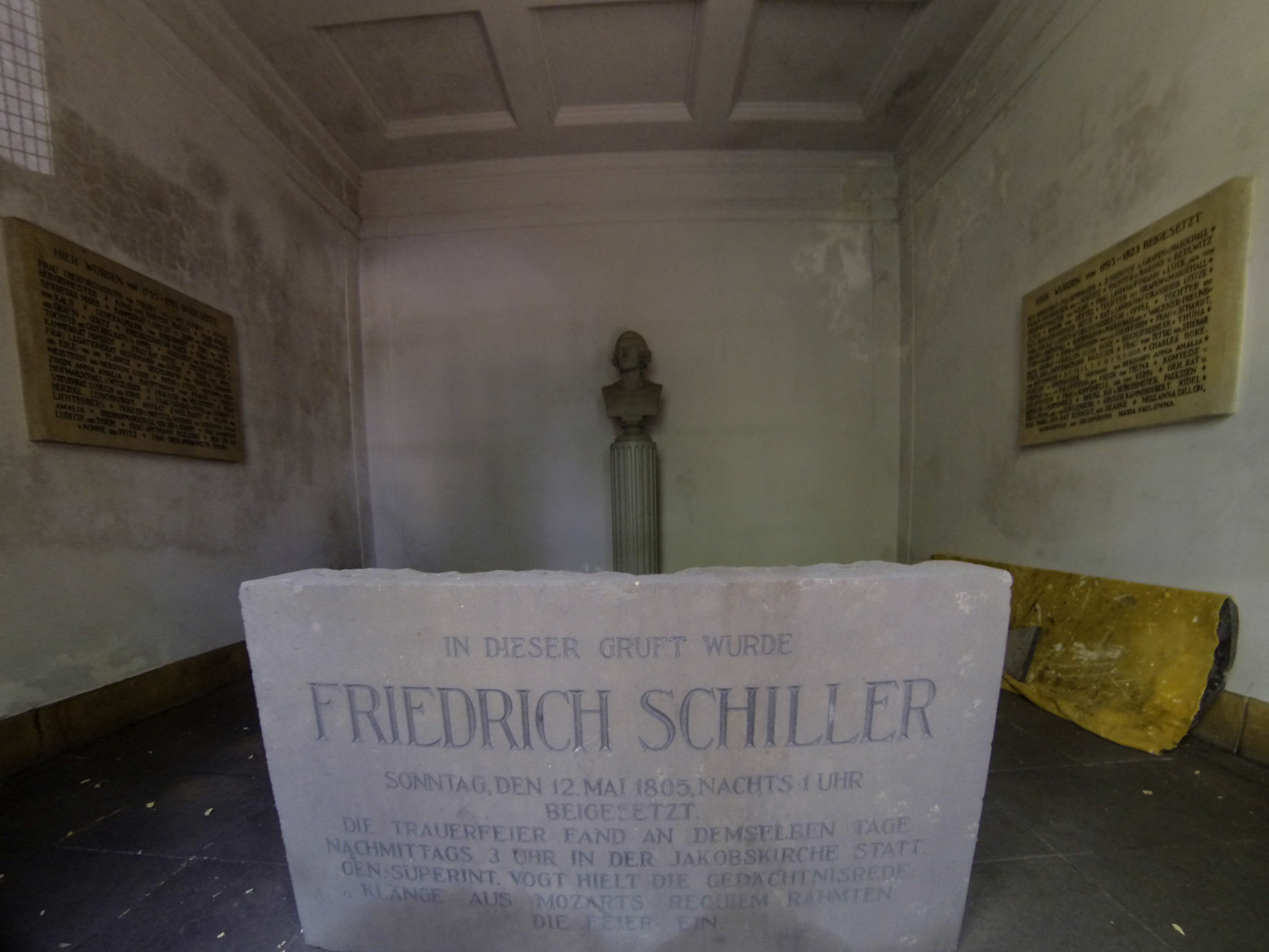
Blick in die Schillergruft

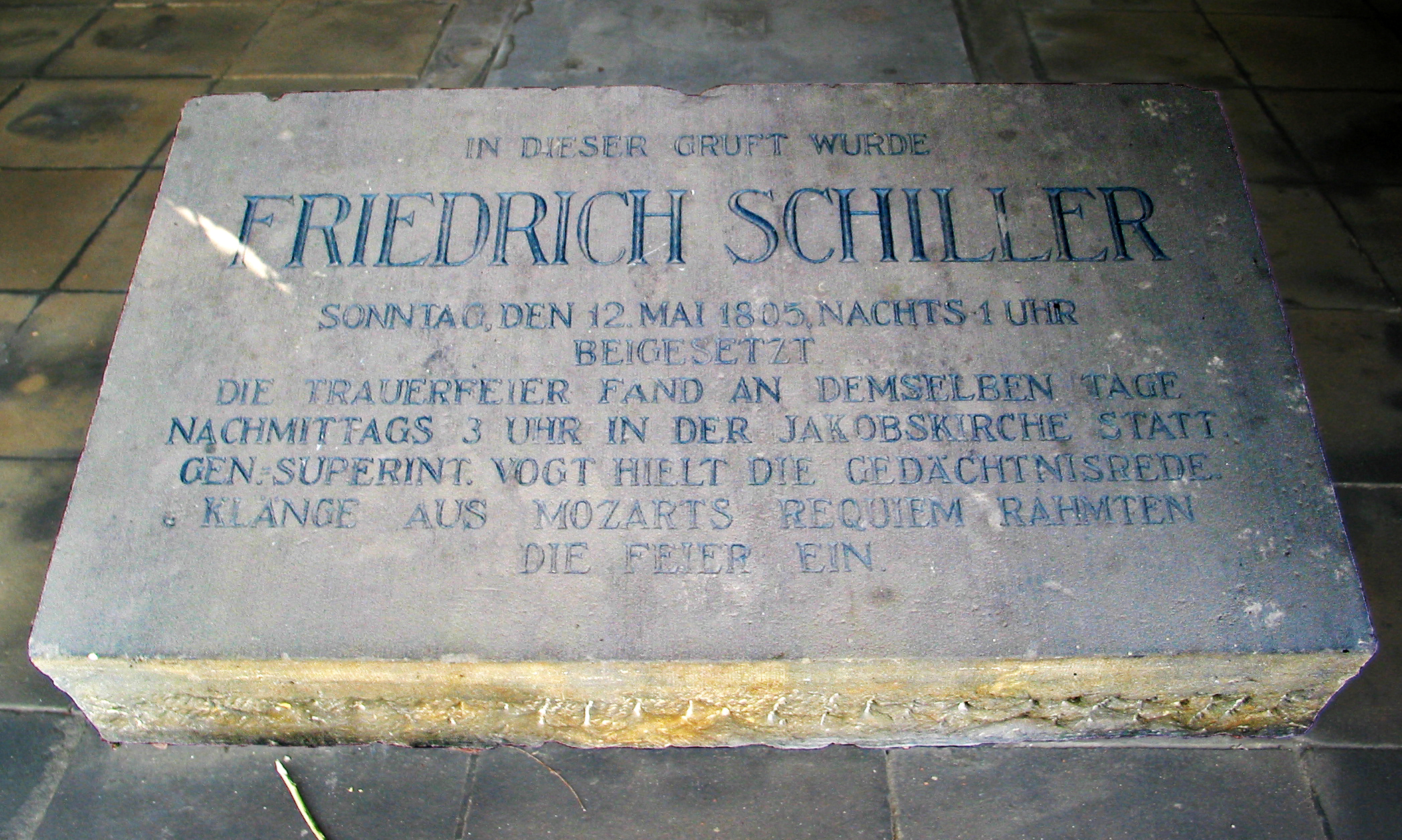
Friedrich Schillers Grabplatte im Kassengewölbe

Aufgrund seines Hofratstitels und seiner Erhebung in den Adelsstand im Jahr 1802 gehörte auch der am 9. Mai 1805 verstorbene Friedrich von Schiller zu jenen Persönlichkeiten, die im Kassengewölbe beigesetzt wurden. Das Mausoleum wird daher oftmals auch als „Schiller-Gruft“ bezeichnet. Nachdem 1826 der Bürgermeister Carl Leberecht Schwabe die Bergung von Schillers sterblichen Überresten aus dem Kassengewölbe veranlasst hatte, wurden 1827 die exhumierten Gebeine, die man für seine hielt, in einen Eichensarg in die neuerbaute Fürstengruft auf dem Historischen Friedhof Weimar überführt. Im Jahr 2008 ergab eine aufsehenerregende DNA-Analyse, dass die Gebeine in dem Sarg nicht von Schiller stammen können, seitdem wird der Sarg neben Goethe leer belassen. Es wird vermutet, dass die tatsächlichen sterblichen Überreste Schillers bei der Einebnung des Friedhofes samt Kassengewölbe untergegangen sind.

## Historische Grabstätten
| Name                                       | Lebensdaten | Tätigkeit | Grabmal                                           | Abbildung |  |
| ------------------------------------------ | ----------- | --- | ------------------------------------------------- | --------- |  |
| Lucas Cranach der Ältere                   | 1472–1553   | Hofmaler und Grafiker | Malergruft, Grabplatte an Kirchen-Südwand         |           |  |
| Georg Neumark                              | 1621–1681   | Dichter und Komponist von Kirchenliedern | Gedenktafel an Kirchen-Südwand                    |           |  |
| Johann Franz August Zimmermann             | † 1774      | Zimmergeselle, kam bei Rettungsarbeiten während des Schlossbrands 1774 ums Leben                                                                                     | Verjüngende Säule vor dem Kassengewölbe           |           |  |
| Johann Martin Mieding                      | 1725–1782   | Hoftischler und Bühnenbildner | Gedenkstein im südöstl. Friedhofsteil             |           |  |
| Johann Karl August Musäus                  | 1735–1787   | Schriftsteller, Literaturkritiker, Philologe und Märchensammler | Grabmal mit Porträt u. Urne an K.-Südwand         |           |  |
| Johann Joachim Christoph Bode              | 1731–1793   | Aufklärer, Übersetzer, Journalist, Verleger, Musiklehrer, Freimaurer, Illuminat                                                                                      | Grabstein an der Kirchen-Südwand                  |           |  |
| Christiane Becker-Neumann                  | 1778–1797   | Schauspielerin und Zögling von Goethe | Grabstätte im südöstlichen Friedhofsteil          |           |  |
| Martin Gottlieb Klauer                     | 1742–1801   | Hofbildhauer und Kunstlehrer an der Fürstlichen freien Zeichenschule                                                                                                 | Urne auf Sockelsäule, nordöstlicher Friedhofsteil |           |  |
| Johann Friedrich Löber                     | 1708–1772   | Hofmaler | Malergruft, Grabstein an Kirchen-Südwand          |           |  |
| Georg Melchior Kraus                       | 1737–1806   | Maler, Radierer, Freund Goethes, Direktor der Fürstlichen freien Zeichenschule                                                                                       | Malergruft, Grabstein an Kirchen-Südwand          |           |  |
| Friedrich Wilhelm Carl von Schmettau       | 1742–1806   | Generalleutnant, Topograph, Kartograf und Militärschriftsteller | Dreieckige Stele mit Federbuschhelm               |           |  |
| Carl Ludwig Fernow                         | 1763–1808   | Kunsttheoretiker und Bibliothekar | Gedenktafel an der Kirchen-Nordwand               |           |  |
| Maria Karoline Herder, geborene Flachsland | 1750–1809   | Ehefrau von Johann Gottfried Herder (wurde bei der Friedhofsumgestaltung im 19. Jh. auf den Historischen Friedhof Weimar umgebettet)                                 | ehem. Grabstätte neben dem östl. Friedhofstor     |           |  |
| Christiane von Goethe, geborene Vulpius    | 1765–1816   | Ehefrau von Johann Wolfgang von Goethe | Grabplatte mit Goethes Abschiedsversen            |           |  |
| Christian Gottlob von Voigt                | 1743–1819   | Dichter, Präsident des Staatsministeriums, Ministerkollege Goethes                                                                                                   | Sandsteinsarkophag an nördl. Friedhofsgrenze      |           |  |
| Ferdinand Jagemann                         | 1780–1820   | Maler, Professor der Fürstlichen freien Zeichenschule | Gedenktafel an der Kirchen-Südwand                |           |  |
| Johann Friedrich Krause                    | 1770–1820   | Generalsuperintendent | Gedenktafel an der Kirchen-Ostwand                |           |  |
| Christoph Wilhelm Günther                  | 1755–1826   | Theologe, Autor von Kindermärchen, Hof- und Garnisonsprediger, Oberkonsistorialrat in Weimar, traute 1806 in der Jakobskirche J.W. von Goethe und Christiane Vulpius | Gedenktafel an der Kirchen-Nordwand               |           |  |